# Дельдевез, Эдуар
Эдуа́р-Мари́-Эрне́ст Дельдеве́з (фр. Edouard-Marie-Ernest Deldevez; 31 мая 1817, Париж — 6 ноября 1897, там же) — французский скрипач, композитор и дирижёр. Наиболее известен как автор балета «Пахита» (1846).

## Биография
В юности (начиная с 1823 года) входил в круг Жан-Франсуа Сюдра, разрабатывавшего искусственный язык на основе диатонической гаммы (см. сольресоль). 
Закончив Парижскую консерваторию, дирижировал сначала в Опера-Комик, а потом в опере Гарнье. В частности, руководил мировыми премьерами опер «Лалла-Рук» и «Царь Лахора». В 1872—1885 годах он был главным дирижёром Оркестра концертного общества Парижской консерватории.
Дельдевез издал ряд подборок сочинений разных композиторов (в том числе для скрипки в 1856 году), несколько трудов по технике музыкального исполнительства, а в 1890 году опубликовал свои мемуары. В 1874 году удостоился ордена Почётного легиона.

## Сочинения
Среди сочинений композитора — балеты «Вер-вер» (балет-пантомима, совместно с Ж. Б. Тольбеком; Дельдевез написал 1-й акт и часть 2-го, 1851)  и «Пахита» (1846) (при постановке последнего в Санкт-Петербурге Мариус Петипа дополнил партитуру номерами Людвига Минкуса и других композиторов), «Леди Генриетта, или Гринвичская служанка» (совместно с Ф. Флотовым и Ф. Бургмюллером; Дельдевезу принадлежит 3-е действие, 1844), «Эвхариса» (балет-пантомима, 1844), «Мазарина, или Королева Абруццы» (1847), «Бандит Янко» (1858),
Стилистически произведения Дельдевеза соответствуют духу академического искусства 50-60 годах XIX века.